# Vasilij Borisovič Livanov
Vasilij Borisovič Livanov (in russo Василий Борисович Ливанов?; Mosca, 19 luglio 1935) è un attore, regista e sceneggiatore sovietico e russo.

## Biografia
Artista del popolo della RSFS Russa nel 1988, è dal 2006 membro dell'Ordine dell'Impero Britannico.

## Filmografia parziale

### Attore
- La lettera non spedita (Neotpravlennoe pis'mo), regia di Michail Kalatozov (1959)
- Slepoj muzykant, regia di Tat'jana Lukaševič (1960)
- Sud sumasšedšich, regia di Grigorij Rošal' (1961)
- Kollegi, regia di Aleksej Sacharov (1962)
- Sinjaja tetrad', regia di Lev Kulidžanov (1963)
- God kak žizn', regia di Grigorij Rošal' (1966)
- Braslet-2, regia di Michail Šamkovič e Lev Cucul'kovskij (1967)
- La steppa (Step), regia di Sergej Bondarčuk (1977)
- Drug, regia di Leonid Kvinichidze (1987)

### Doppiatore
- Malyš i Karlson, regia di Boris Stepancev (1968)
- Krokodil Gena, regia di Roman Kačanov (1969)
- I musicanti di Brema  (Bremenskie muzykanty), regia di Inessa Kovalevskaja (1969)
- Karlson vernulsja, regia di Boris Stepancev (1970)
- Čeburaška, regia di Roman Kačanov (1971)
- Šapokljak, regia di Roman Kačanov (1974)
- Il mistero del terzo pianeta (Tajna tret'ej planety),  regia di Roman Kačanov (1981)
- Čeburaška idët v školu, regia di Roman Kačanov (1983)

### Regista
- Phaethon: syn solnca (1972)
- Po sledam bremenskich muzykantov (1973)

### Sceneggiatore
- Ded Moroz i leto, regia di Valentin Karavaev (1969)